# بئر أرتوازية

بئر أرتوازي

البئْر الارتوازية بئر ينفجر منه الماء تلقائياً وذلك من خلال تسرب مياه الأمطار إلى باطن الأرض من عبر الفجوات الأرضية حيث تتجمع المياه بشكل مضغوط في طبقات الأرض وإذا تبين أن تسرب المياه بين طبقتين إنحصر بينهما فلا يستطيع الصعود أو النزول لأنه محصور بينهما وهما لا ينفذان الماء مطلقا فتتراكم المياه على أبعاد شاسعة من البحيرة التي تسربت منها وعندما يقوم الإنسان بثقب أي جهة من جهات تلك الطبقة وتصادف أن الماء متجمع تحتها إنفجر منها ونبع إلى فوق إلى بعد أمتار محدودة بقدر سطح البحيرة التي نشأ منها.

## تاريخ
دير ليلار بأرتوا، ومنها تأصلت التسمية.